# Божа-Воля (Замойський повіт)
Божа-Воля (пол. Boża Wola) — село в Польщі, у гміні Адамув Замойського повіту Люблінського воєводства.
Населення — 267 осіб (2011).
У 1975-1998 роках село належало до Замойського воєводства.

## Демографія
Демографічна структура станом на 31 березня 2011 року:
|          | Загалом | Допрацездатний вік | Працездатний вік | Постпрацездатний вік |
| -------- | ------- | ------------------ | ---------------- | -------------------- |
| Чоловіки | 149     | 41                 | 89               | 19                   |
| Жінки    | 118     | 19                 | 56               | 43                   |
| Разом    | 267     | 60                 | 145              | 62                   |